# Momčilo Đokić
Momčilo Đokić (szerbül: Moмчилo Ђoкић; Kuršumlija, Szerb Királyság, 1911. február 27. – Fehértemplom, Jugoszlávia, 1983. április 21.) szerb labdarúgó-középpályás, edző.
A Jugoszláv királyság válogatottjának tagjaként részt vett az 1930-as világbajnokságon.